# فوهة غولستراند

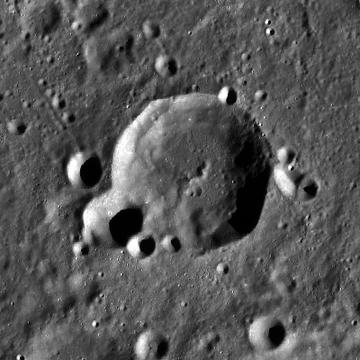
فوهة غولستراند من مسبار مستكشف القمر المداري

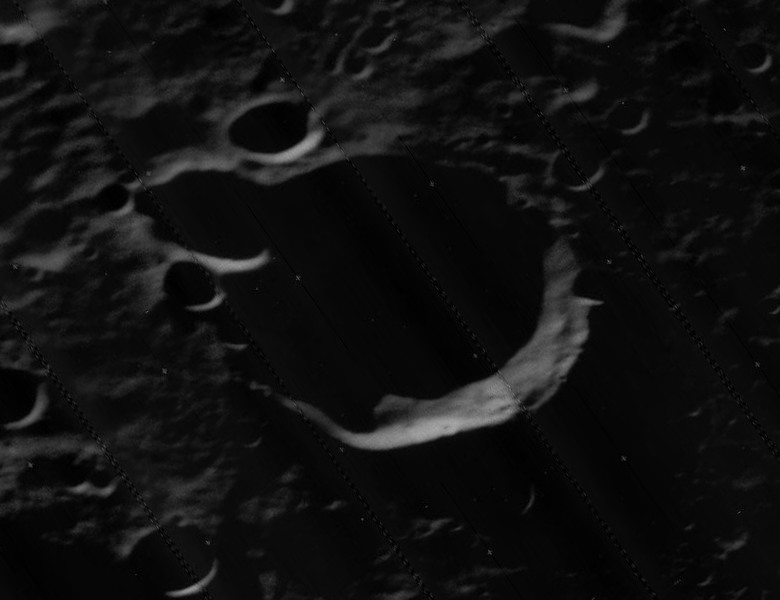
مقطع أفقي لفوهة غولستراند

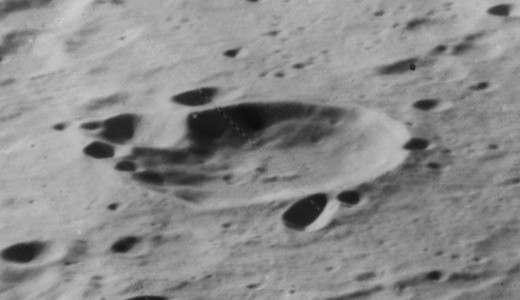
مقطع أفقي لفوهة غولستراند من ناحية اليسار

فوهة غولستراند (45.2°N 129.3°W) هي فوهة صدمية قمرية تقع في نصف الكرة الشمالي على الجانب البعيد للقمر. يحدها من الجنوب الشرقي فوهة بيرين ومن الجنوب الغربي فوهة كيتيليت.

## الوصف

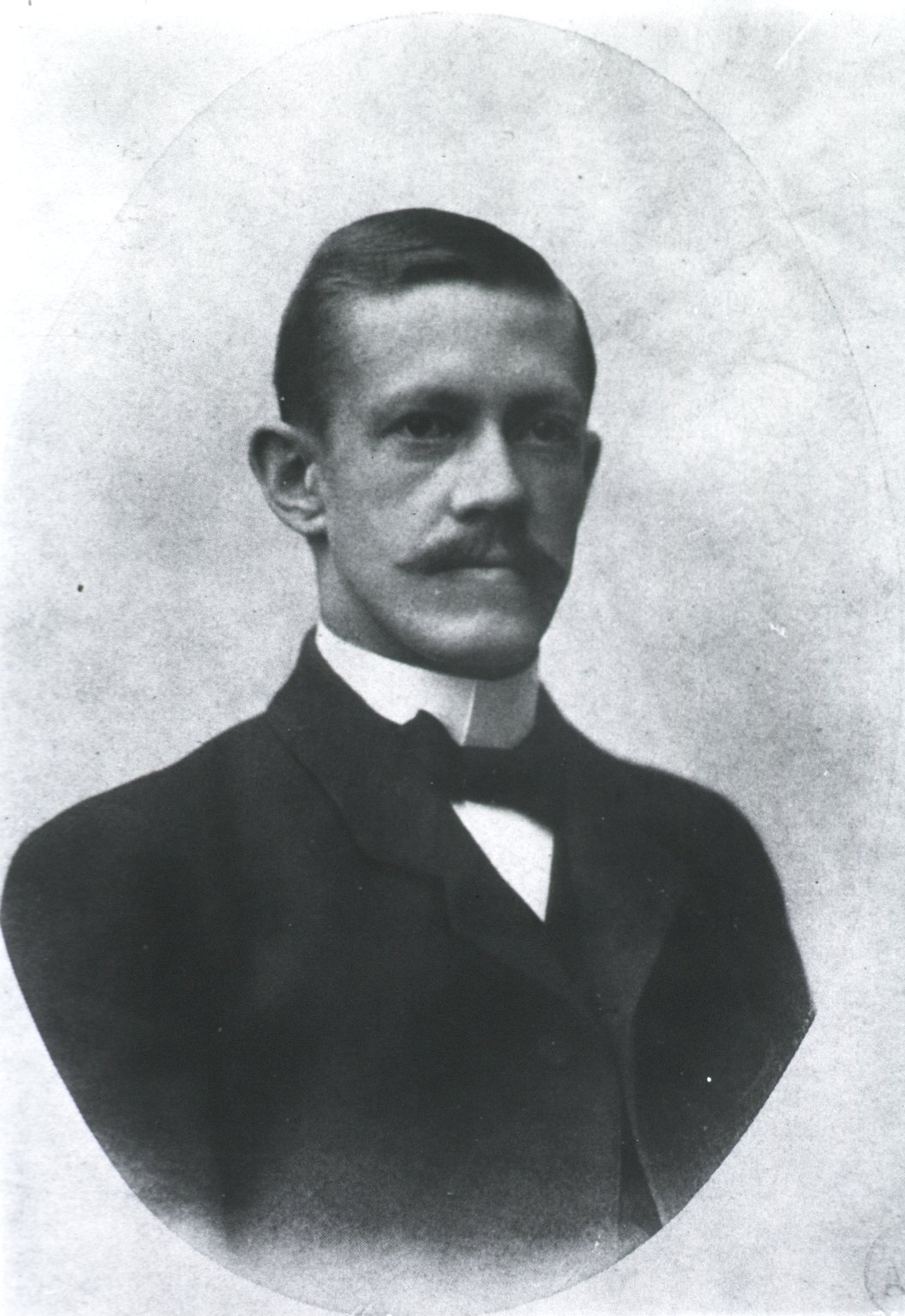
طبيب العيون السويدي والحاصل على نوبل ألفار غولستراند والذي سميت الفوهة على إسمه.

تتميز الفوهة بحوافها الدائرية المحددة بشكل جيد نسبيا، باليه إلى درجة صغيرة، كما تتميز بعدد ليس بالقليل من الفوهات داخلها. توجد فوهة صغيرة على شكل جرس بالقرب من الحافة الجنوبية الغربية، غير فوهة صغيره متصله بالجانب الجنوبي الشرقي للحافة. كما توجد فوهة غريبة الشكل بالقرب من الحافة الشرقية. للفوهة نقطة مركزية منخفضة في منتصفها.
تقع الفوهة تقريبا على هامش حوض كولومب-سارتون، وهو حوض بعرض 530 كم تكون من عصر ما قبل النكتارية. يبلغ طول قطر الفوهة 43 كم تقريبا بينما لم يتم تحديد عمقها حتة وقتنا الراهن، وعلى زاوية 130° من شروق الشمس. سميت الفوهة على اسم طبيب العيون السويدي والحاصل على نوبل ألفار غولستراند تكريما له على مجمل أعماله وتخليدا لذكراه.

## فوهات القمر الصناعي
لرسم خريطة مماثلة لفوهات القمر يتم وضح حروف على كل جانب من جوانب الفوهة ومركزها لكل حرف منهم دلاله معينة.
| غلوستراند | خط طول  | خط عرض   | القطر |
| --------- | ------- | -------- | ----- |
| C         | 46.8° N | 126.6° W | 15 كم |

## وصلات خارجية
- فوهات القمر
- جوله حول فوهات القمر -ناسا.